# Перевощикова, Александра Ивановна
Александра Ивановна Перевощикова (29 октября 1905 ― 6 декабря 1995) ― советский и российский врач-педиатр, заслуженный врач РСФСР, доктор медицинских наук, профессор, почётный гражданин города Ижевска (1990). Депутат Верховного Совета СССР V созыва.

## Биография
Александра Перевощикова родилась в селе Трубашур под Глазовом 29 октября 1905 года.
В 1929 году завершила обучение на медицинском факультете Пермского университета. С 1931 года стала работать участковым врачом-педиатром в Ижевске, в дальнейшем трудилась в должности заведующей детской консультацией, была врачом детских яслей и сада, Дома ребёнка, одновременно осуществляла педагогическую деятельность в медицинском училище. 
С 1937 года стала работать ассистентом, а потом была назначена заведующей кафедрой детских болезней Ижевского государственного медицинского института. Её основным направлением в медицине и в научной деятельности являлась оценка состояния здоровья детей Удмуртии. Александра Перевощикова стала первой женщиной-удмурткой, получившей звание профессора. Она создала школу педиатров республики, под её руководством были организованы исследования болезней органов дыхания у детей, а также рассматривались вопросы профилактики острой и хронической пневмонии и лечения рахита. 
Перевощикова инициировала создание на базе Ижевского медицинского института педиатрического факультета, организовала детский специализированный санаторий «Селычка». Под руководством профессора успешно защищено 20 кандидатских и 3 докторских диссертации. Автор 70 научных работ. 
В 1958—1965 годах являлась депутатом Верховного Совета СССР, была депутатом Верховного Совета Удмуртской АССР 2, 3, 4 созывов.
В 1990 году решением депутатов города Ижевска была удостоена звания «Почётный гражданин города Ижевска». 
Проживала в городе Ижевске. Умерла 6 декабря 1995 года.

Мемориальная доска Александре Перевощиковой на здании Республиканской детской клинической больницы в Ижевске

## Награды и звания
- Орден Ленина,
- два ордена «Знак Почёта»,
- Медаль «За доблестный труд в Великой Отечественной войне 1941—1945 гг.»
- заслуженный врач РСФСР,
- Заслуженный деятель науки Российской Федерации ,
- Отличник здравоохранения (СССР),
- Почётный гражданин города Ижевска (1990).